# Serra de Sant Pere
La serra de Sant Pere o serra del Solà és una alineació muntanyosa del País Valencià. Es troba a Traiguera, a l'interior de la província de Castelló, a la comarca del Baix Maestrat.

## Particularitats
Aquestes muntanyes d'altitud moderada s'alcen damunt de la part oriental del poble de Canet lo Roig i de la part occidental de Traiguera.
A la part inferior del vessant occidental de la serra s'han trobat restes d'esteles ibèriques. Damunt del cim més alt de la serra hi ha una ermita dedicada a sant Pere, ara en estat ruïnós. En aquest punt també s'hi troba una cova a la qual es pot accedir.